# Classroom (Apple)
Classroom è un'applicazione sviluppata dalla Apple, esclusivamente per il sistema operativo iPadOS (sistema operativo degli iPad), che permette agli insegnanti di vedere, controllare a distanza, lanciare specifiche applicazioni sui tablet degli studenti di un corso e trasferire file. Il programma è sviluppato per essere utilizzato insieme a Schoolwork, che permette invece di assegnare compiti e attività agli studenti.